# Kleingebiet Aba
Das Kleingebiet Aba (ungarisch Abai kistérség) war bis Ende 2012 eine ungarische Verwaltungseinheit (LAU 1) innerhalb des Komitats Fejér in Mitteltransdanubien. Im Zuge der Verwaltungsreform von 2013 wurde es aufgelöst und auf den Kreis Székesfehérvár (ungarisch Székesfehérvári járás) (7 Ortschaften) und den Kreis Sárbogárd (ungarisch Sárbogárdi járás) (2 Ortschaften) aufgeteilt.
Zum Jahresende 2012 lebten auf einer Fläche von 467,16 km² 23.011 Einwohner. Verwaltungssitz war die Großgemeinde Aba (4.484 Ew.).

## Ortschaften
Folgende neun Ortschaften gehörten zum Kleingebiet Aba. Kursiv gestellt sind Großgemeinden (ungarisch nagyközség).
| Aba          | Csősz   | Káloz         |
| Sárkeresztúr | Sárosd  | Sárszentágota |
| Seregélyes   | Soponya | Tác           |